# Жанажол (Ерейментауский район)
Жанажо́л (каз. Жаңажол) — село в Ерейментауском районе Акмолинской области Казахстана. Входит в состав Тургайского сельского округа. Код КАТО — 114659180.

## География
Село расположено в центральной части района, на расстоянии примерно 29 километров (по прямой) к северо-западу от административного центра района — города Ерейментау, в 20 километрах к северо-востоку от административного центра сельского округа — села Тургай.
Абсолютная высота — 306 метров над уровнем моря.
Ближайшие населённые пункты: село Байсары — на северо-востоке, село Тургай — на юго-западе.

## Население
В 1989 году население села составляло 447 человек (из них казахи — 100 %).
В 1999 году население села составляло 363 человека (182 мужчины и 181 женщина). По данным переписи 2009 года, в селе проживало 245 человек (119 мужчин и 126 женщин).
| Численность населения | Численность населения | Численность населения |
| 1989                  | 1999                  | 2009                  |
| --------------------- | --------------------- | --------------------- |
| 447                   | ↘363                  | ↘245                  |

## Улицы[5]
- ул. Женис
- ул. им. Муканова Тайшыка
- ул. Тауелсиздик